# Tornaszentjakab
Tornaszentjakab is een plaats (község) en gemeente in het Hongaarse comitaat Borsod-Abaúj-Zemplén. Tornaszentjakab telt 260 inwoners (2001).